# Udriggerkano
En udriggerkano, ofte forkortet en udrigger, er en kanolignende båd, karakteriseret ved at den bliver stabiliseret på tværs af en såkaldt "udrigger". Udriggere var oprindeligt stammebåde. Selve udriggeren kan være en træstok eller et pontonlignende flyderedskab, som monteres parallelt med hovedskroget, på den ene eller på begge sider, for at give båden bedre stabilitet på tværs. En båd, der kun har en udrigger på den ene side, kaldes også en pirog.
Udriggere, med navnet proa, har været anvendt flere steder i verden, blandt andet i Indonesien, Polynesien og det øvrige Stillehav.
| Skib | Spire Denne artikel om skibe eller både er en spire som bør udbygges. Du er velkommen til at hjælpe Wikipedia ved at udvide den. |